# Acerotella aldrovandii
Acerotella aldrovandii är en stekelart som beskrevs av Peter Neerup Buhl 2002. Acerotella aldrovandii ingår i släktet Acerotella och familjen gallmyggesteklar. Inga underarter finns listade i Catalogue of Life.